# Rogowo (Białogard)
Rogowo (deutsch Roggow) ist ein Dorf in der polnischen Woiwodschaft Westpommern. Es gehört zur Gemeinde Białogard (Belgard) im Powiat Białogardzki.

## Geographische Lage
Rogowo liegt fünf Kilometer südlich von Białogard an einer Nebenstraßenverbindung über Dębczyno (Denzin) nach Byszyno (Boissin) zur Woiwodschaftsstraße 163 Białogard–Połczyn-Zdrój (Bad Polzin). Die nächste Bahnstation ist Białogard an der Bahnstrecke Danzig–Stargard. Der Ort liegt in einer Niederung, in der die Mogilica (Muglitz) in die Persante mündet.

## Geschichte
Grenzstreitigkeiten zwischen Roggow und Siedkow waren der Anlass, dass Roggow als Schloss Roggow zum ersten Male urkundlich im 16. Jahrhundert erwähnt wird. Im Jahre 1867 bestand das alte Bauerndorf Roggow mit Sternkrug aus 13 Ganzbauernstellen, einem Drittelhof und der Roggower Mühle, einer Mahl- und Schneidemühle.
Im Jahre 1939 wohnten in Roggow 721 Menschen in 201 Haushaltungen bei einer Gemeindefläche von 1000,3 Hektar. 354 Einwohner waren in der Land- und Forstwirtschaft beschäftigt, 191 in Industrie und Handwerk und 67 in Handel und Verkehr.
Letzter deutscher Bürgermeister war Reinhard Pagel. Roggow gehörte zum Amtsgerichtsbereich Belgard.
Die Besetzung durch sowjetische Truppen am 3. März 1945 vollzog sich ohne Zerstörungen. Allerdings wurden zahlreiche männliche Einwohner verschleppt. Die Vertreibung der ansässigen Bevölkerung begann im Dezember 1945 und dauerte bis zum Sommer 1946. Roggow kam unter dem Namen Rogowo zu Polen und ist heute Ortsteil der Landgemeinde Białogard.

### Amt Roggow
Mit den Dörfern Denzin und Vorwerk bildete Roggow bis 1945 einen eigenen Amtsbezirk.

### Standesamt Roggow
Roggow bildete auch einen eigenen Standesamtsbezirk, zu dem die Ämter Lülfitz (mit den Gemeinden Alt Lülfitz, Neu Lülfitz und Rostin), Kösternitz (mit den Gemeinden Buchhorst, Groß- und Klein Panknin sowie Kösternitz) und Roggow (mit Denzin, Roggow und Vorwerk) gehörten.

## Kirche
Roggow gehörte bis 1945 zur Marienkirchengemeinde Belgard im Kirchenkreis Belgard. Es gehörte zur Kirchenprovinz Pommern der evangelischen Kirche der Altpreußischen Union.
Heute gehört Rogowo zur Kirchengemeinde Koszalin (Köslin) in der Diözese Pommern-Großpolen der polnischen Evangelisch-Augsburgischen Kirche. Kirchort ist Białogard (Georgenkirche).

## Schule
Bereits im Jahre 1867 war Roggow Schulort. Damals gab es zwei Schulgebäude.

## Söhne und Töchter des Ortes
- Hans Bernhard Reichow (1899–1974), deutscher Architekt und Stadtplaner